# Elvira Hancock
Elvira Hancock es un personaje ficticio de la película estadounidense de drama criminal Scarface de 1983, interpretada por Michelle Pfeiffer. Su papel como Elvira fue definitivamente un punto clave en su carrera. Elvira es la amante de Frank Lopez (Robert Loggia) y tras su muerte se convierte en la esposa de Tony Montana (Al Pacino).

## Casting
Antes de que Michelle Pfeiffer fuera elegida como Elvira Hancock, Geena Davis, Carrie Fisher y Sharon Stone audicionaron sin éxito para el papel, y las actrices Rosanna Arquette, Melanie Griffith y Kim Basinger la rechazaron. También se consideraron Kelly McGillis y Sigourney Weaver. Inicialmente, Al Pacino y el director Brian De Palma no querían que Pfeiffer interpretara a Hancock porque era una actriz desconocida en ese momento, y en cambio querían que Glenn Close interpretara el papel, pero el productor Martin Bregman luchó por su inclusión.
El agente de Michelle Pfeiffer llamó a Bregman y le pidió que pagara el transporte de Los Ángeles a la ciudad de Nueva York. Bregman se negó y Pfeiffer llegó al teatro de audiciones en el West Side de Manhattan por sus propios medios. Bregman dijo en una entrevista posterior que después de la audición estaba seguro de que ella conseguiría el papel de Hancock. Pfeiffer dijo que pasó gran parte del rodaje hambrienta ya que había perdido una cantidad significativa de peso para interpretar el papel de adicta a la coca y no podía comer para no recuperarlo.

## Biografía del personaje
No se sabe mucho sobre el pasado de Elvira Hancock, aparte de que nació en Baltimore (Maryland). Después de dejar Baltimore se dirigió a Miami en busca de su padre biológico. Trabajó como camarera en un club llamado Babylon Club donde conoció al narcotraficante Frank López. Poco después, Frank le ofreció un trabajo como secretaria de Lopez Motors.
Allí, ella y Frank se enamoraron y los dos finalmente se casaron. En algún momento del camino su matrimonio comenzó a decaer después de que Elvira se volviera muy adicta a la cocaína. Tony Montana, un refugiado cubano que encuentra trabajo con López, siente simpatía inmediata por Elvira e intenta ganársela. Una y otra vez, Elvira niega a Tony, pero finalmente, después de ver la gran cantidad de poder que él reúne, comienza a enamorarse de él. Más tarde, Tony le pide a Elvira que se case con él y, a pesar de que claramente quiere hacerlo, se niega, ya que López todavía está en el camino. Tony cuida de López y los dos se casan poco después.
A medida que Tony consolida más poder y compra cosas más opulentas para Elvira, ella se aleja cada vez más de la realidad. Su adicción a la cocaína se está apoderando de su vida en este momento. Ella y Tony no comparten una buena relación, con Elvira siempre quejándose de las constantes palabrotas y obsesión de Tony con el dinero; Tony no toma amablemente esto. En el camino, Tony descubre que Elvira es infértil, lo que agria permanentemente su matrimonio.
Durante la cena, Tony está extremadamente intoxicado por el estrés y se da cuenta de que Elvira no ha tocado su plato. Luego se da cuenta de que ella inhala cocaína, a la que también es adicto. Le pregunta por qué Elvira no ha tocado su comida, a lo que ella responde que ha perdido el apetito. Esto desencadena una pelea pública masiva entre los dos, con Tony reprendiéndola por su intenso consumo de drogas, su depresión, que él percibe como pereza, y su infertilidad. Elvira responde arrojándole su vaso a Tony, gritándole e intentando cargar físicamente contra él. Elvira se recupera y le dice a Tony que lo dejará. Ella se va y Tony nunca la vuelve a ver.

## Recepción y legado
El crítico Roger Ebert escribió, "que [Montana] debe tener [Hancock] está claro, pero lo que él pretende hacer con ella no lo es; no hay romance entre ellos, no hay alegría [...] ella está con las drogas". Vincent Canby sintió que por su papel, "[Pfeiffer] no sería fácil de olvidar". Susan C. Boyd la etiqueta como "el símbolo cultural simbólico del éxito capitalista masculino occidental".
En su reseña de Scarface para Texas Monthly, James Wolcott la compara con las "molls de satén blanco" interpretadas por la actriz Jean Harlow. Señalando la falta de romance entre Montana y Hancock, señala que ambos "viajan a lo largo de líneas paralelas".  Sherrie A. Inness la compara con Poppy en Scarface de 1932 y señala que aunque Montana y Hancock se casan, esto "difícilmente eleva su personaje". La describe como una "drogodependiente amargada con la autoestima de un casquillo de bala vacío" y una "quejosa".
Amy Adams parodió a Hancock en el episodio de Saturday Night Live "A Very Cuban Christmas", emitido el 20 de diciembre de 2014.
El personaje destaca especialmente por su vestuario, diseñado por Patricia Norris. En 2006 Gwen Stefani adoptó un look inspirado en Hancock. AskMen la ha clasificado en el tercer lugar en su lista de las 10 mejores novias fuera de la ley.
Cuando se anunció una nueva versión de Scarface en 2015, un artículo de la revista Bustle eligió a Jennifer Lawrence para interpretar a Hancock en la nueva versión de la película.

## Otras lecturas
- Bogue, Ronald (Winter 1993). «De Palma's Postmodern" Scarface" and the Simulacrum of Class». Criticism (Detroit, Michigan: Wayne State University Press) 35 (1): 115-129. JSTOR 23113595.
- Hodgson, David S. J.; Mylonas, Eric (2006). Scarface: The World is Yours : Prima Official Game Guide. Prima Games. ISBN 978-0-7615-5050-1.
- McAvennie, Michael (2007). Say Hello to My Little Friend!: The Quotable Scarface (TM). Simon and Schuster. ISBN 978-1-4165-6846-9.
- Pape, Alexander Christian (2010). Drogen in den Filmen "Scarface" und "Maria, llena eres de gracia": Mediale Darstellung, Problemvermittlung und gesellschaftliche Hintergründe [Drugs in the films "Scarface" and "Maria, llena eres de gracia": multimedia presentation, problem mediation and social backgrounds] (en alemán). GRIN Verlag. ISBN 978-3-640-75514-1.
- Stevenson, Damian (2015). Scarface: The Ultimate Guide. Lulu.com. ISBN 978-1-329-30523-6.
- Tucker, Ken (2008). Scarface Nation: The Ultimate Gangster Movie and How It Changed America. St. Martin's Press. ISBN 978-1-4299-9329-6.